# Carnosinemia
Carnosinemia là một rối loạn trao đổi chất nhiễm sắc thể thường lặn hiếm do sự thiếu hụt carnosinase, một dipeptidase (một loại enzym để tách các dipeptide thành hai amino acid hợp phần của chúng).
Carnosine là một dipeptide bao gồm beta-alanine và histidine, và được tìm thấy trong cơ xương và các tế bào của hệ thần kinh. Rối loạn này dẫn đến sự dư thừa carnosine trong nước tiểu, dịch não tủy, máu và mô thần kinh. Rối loạn thần kinh liên quan đến sự thiếu hụt carnosinase, và carnosinemia ("Carnosine trong máu") là phổ biến.

## Triệu chứng
Một loạt các triệu chứng thần kinh đã được liên kết với carnosinemia. Các triệu chứng bao gồm: hạ huyết áp, chậm phát triển, chậm phát triển trí tuệ, thoái hóa sợi trục, bệnh lý thần kinh cảm giác, run rẩy, demyelin hóa, dị thường chất xám, co giật cơ và mất sợi Purkinje.

## Di truyền học

Carnosinemia có kiểu di truyền lặn tự phát.

Gen của Carnosinase nằm trên nhiễm sắc thể 18, một nhiễm sắc thể thường. Gen Carnosine dipeptidase-1 (CNDP1) kiểm soát Carnosinase mô và huyết thanh. Đột biến trong CNDP1 là nguyên nhân gây ra tình trạng thiếu hụt carnosinase, dẫn đến tình trạng thiếu máu.
Carnosinemia là một rối loạn lặn tự phát, có nghĩa là gen khiếm khuyết nằm trên một nhiễm sắc thể thường và hai bản sao của gen khiếm khuyết - một từ mỗi cha mẹ - được yêu cầu để thừa hưởng rối loạn. Cha mẹ của một cá nhân mắc chứng rối loạn lặn tự phát đều mang một bản sao của gen khiếm khuyết, nhưng thường không gặp bất kỳ dấu hiệu hoặc triệu chứng nào của rối loạn.

## Chẩn đoán

### Loại
Carnosinase ở người có hai dạng:
1. Carnosinase tế bào, hoặc mô: Dạng enzym này được tìm thấy trong mọi mô cơ thể. Nó là một nhị trùng, và thủy phân cả carnosine và anserine, ưa thích các dipeptide có đơn phân histidine ở vị trí C-terminus. Carnosinase mô thường được coi là "dipeptidase không đặc hiệu", một phần dựa trên khả năng thủy phân một loạt các chất nền dipeptide, bao gồm cả những chất thuộc prolinase.
2. Carnosinase huyết thanh: Đây là dạng carnosinase được tìm thấy trong huyết tương. Sự thiếu hụt của dạng carnosinase này, cùng với carnosin niệu ("carnosine trong nước tiểu"), là chỉ số chuyển hóa thông thường của thiếu hụt carnosinase toàn thân. Carnosinase huyết thanh là một glycoprotein, và phân tách carnosine và anserine tự do trong máu. Dạng dipeptidase này không được tìm thấy trong máu người cho đến khi trẻ sơ sinh muộn, tăng dần đến mức trưởng thành ở tuổi 15. Không giống như carnosinase mô, carnosinase huyết thanh cũng thủy phân chất chuyển hóa GABA homocarnosine. Homocarnosinosis, một rối loạn thần kinh dẫn đến sự dư thừa homocarnosine trong não, mặc dù không bị ảnh hưởng bởi carnosinase mô, là do thiếu hụt carnosinase trong huyết thanh trong khả năng thủy phân homocarnosine.
Sự thiếu hụt carnosinase mô và huyết thanh, với huyết thanh là một chỉ số, là nguyên nhân chuyển hóa cơ bản của bệnh carnosinemia.